# Colombiansk chachalaca
Colombiansk chachalaca (Ortalis columbiana) er en hønsefugl, der lever i Colombia.